# 孫恵
孫 恵（そん けい、生没年不詳）は、中国晋代の官僚・軍人。字は徳施。揚州呉郡富春県の人。孫氏の一族で、曾祖父は孫賁。

## 生涯
学問を好み、才智があったという。
西晋の永寧元年（301年）、斉王司馬冏が趙王司馬倫の討伐の義兵を挙げたのにはせ参じ、功績を立てて晋興侯に封じられ、大司馬の府に辟かれて曹掾の役職に就き、のちに東曹属に転じた。司馬冏は、クーデターに成功したあと驕り高ぶって僭上の沙汰が多くなり、天下の人々の希望を裏切った。孫恵はそうした司馬冏に献言をし、5つの困難と4つの不可とを述べて、政権を譲り渡し青岱（青州斉国）の封国へ帰るように勧めた。その言葉は誠あふれる心のこもったものであった。しかし司馬冏はそれを聞こうともしなかったので、孫恵は罪を恐れ、病気を理由に官を辞した。やがて司馬冏は孫恵の言葉どおり破滅した。
司馬冏が滅亡したあと、今度は成都王司馬穎が孫恵を召いて大将軍府の参軍に任じ、奮威将軍・白沙督の官を与えた。この当時、司馬穎は長沙王司馬乂に対して事を構えようと企み、孫恵と同郷で友人の陸機を前鋒都督に任じていた。孫恵は、陸機がそうした職にあることが災いを招く事になるのではないかと心配し、陸機に「あなたはどうして都督の地位を王粋に譲らぬのですか？」と尋ねた。陸機は「そんな事をすれば、私が敵方と衝突する事を避け二股をかけているのだと思われ、かえって禍を招くこととなろう」と答え、都督の職を譲らなかった。陸機はまもなく誅殺され、陸機の弟の陸雲・陸耽も殺された。孫恵はこの事件をひどく悲しみ残念がった。またその頃、孫恵は司馬穎の牙門将梁俊を裁いて処刑しており、罪に問われる事を懼れ、名前を変えて官を辞して隠遁した。
永興元年（304年）、恵帝が鄴に御幸し、司空・東海王司馬越が下邳で挙兵の準備を整えている時、孫恵は司馬越に対して手紙を送った。その時に、孫恵は姓名を偽って南岳の逸民の秦秘之だと称して、王室の為に勤み世の中を治め正す為の策を述べて司馬越に忠義に励むようにと勧めたが、その言葉と論理はまことに立派であった。司馬越はその手紙を読むと、大通りに高札を出して、手紙の主を捜し求めた。孫恵はその高札を見て出頭し、司馬越に目通りしたところ、司馬越は即座に孫恵を記室参軍に任じ、文書や上疏文をすべて孫恵に任せ、また政策立案にも参加させた。司馬越が司馬穎を討伐する際には、孫恵に檄文を書かせた。孫恵はのちに散騎郎、太子中庶子、司空従事中郎を歴任した。
司馬越が姑の子である吏部郎周穆に度々諫言された事に怒って処断しようとした時に、夜遅くに参軍王廙を召して弾劾文を書かせたが、王廙は戦を懼れ、弾劾文をうまく書けなかった。その時ちょうど孫恵が不在だったので、司馬越は「孫恵がいれば、こんな文はすぐ完成させるだろうに」と嘆いた。
司馬越が太傅になると、孫恵を軍諮祭酒に任じ、たびたび得失の諮問を行った。文書や檄文を書くに際しては、ときには司馬越が駅伝の馬を孫恵の元へ走らせてきてすぐに書き上げるようにと急かせる事もあったが、孫恵は命令を受けると立ちどころに書き上げ、みなちゃんと論旨が通っているのであった。のちに秘書監へ転任となったが、拝命しなかった。その後、彭城内史、広陵相、広武将軍、安豊内史を歴任し、またこれらの歴職で功績を残したため、臨相県公に封じられた。
のちに安東将軍司馬睿が鎮東将軍周馥を討伐しに兵を興して揚威将軍甘卓を派遣した時に、孫恵は甘卓に呼応して兵を興して甘卓や建威将軍郭逸と共に周馥を鎮圧した。その後、孫恵は安豊郡太守何鋭と諍いを起こして何鋭を殺害し、また官を辞して逃亡したが、ほどなく病気により47歳で亡くなったという。
孫恵には『孫恵集』10巻の作品集があり、後世の人々が孫恵の著作を纏めたものだという。